# Fenglin (Yichun)
Der Kreis Fenglin  (chinesisch 丰林县, Pinyin Fēnglín Xiàn) ist ein Landkreis der bezirksfreien Stadt Yichun in der chinesischen Provinz Heilongjiang im Nordosten der Volksrepublik China. Er hat eine Fläche von 2.869 km² und zählt 62.214 Einwohner (Stand: Zensus 2020).